# Desmoloma chironomus
Desmoloma chironomus är en fjärilsart som beskrevs av Dyar 1910. Desmoloma chironomus ingår i släktet Desmoloma och familjen tofsspinnare. Inga underarter finns listade i Catalogue of Life.